# Fontanigorda
Fontanigorda är en ort och kommun i  storstadsregionen Genua, innan 2015 provinsen Genova, i regionen Ligurien i Italien. Kommunen hade 261 invånare (2018).